# 布尼亚格
布尼亚格（法語：Bouniagues，法語發音：[bunjaɡ]）是法国多尔多涅省的一个市镇，位于该省南部，属于贝尔热拉克区。

## 地理
布尼亚格（44°45'32"N, 0°31'37"E）面积8.62 平方千米，位于法国新阿基坦大区多爾多涅省，该省份为法国西南部内陆省份，是法國本土面积第三大的省，大致对应佩里戈尔地区，北起顺时针与夏朗德省、上维埃纳省、科雷兹省、洛特省、洛特-加龙省、吉倫特省和滨海夏朗德省接壤。
与布尼亚格接壤的市镇（或旧市镇、城区）包括：科隆比耶、里巴尼亚克、圣塞尔南-德拉巴尔德、蒙萨盖勒、圣佩尔杜、科讷德拉巴尔德、萨迪亚克。

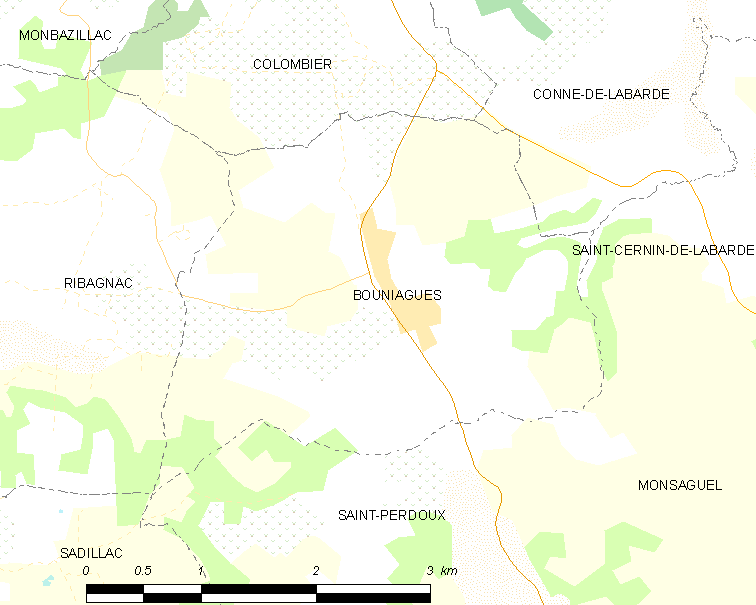
布尼亚格的OSM定位图

布尼亚格的时区为UTC+01:00、UTC+02:00（夏令时）。

## 行政
布尼亚格的邮政编码为24560，INSEE市镇编码为24054。

## 政治
布尼亚格所属的省级选区为南贝尔热拉库瓦县。

## 人口

1962-2008年间布尼亚格人口变化图示

布尼亚格于2022年1月1日时的人口数量为589人。